# Vasile Erdely

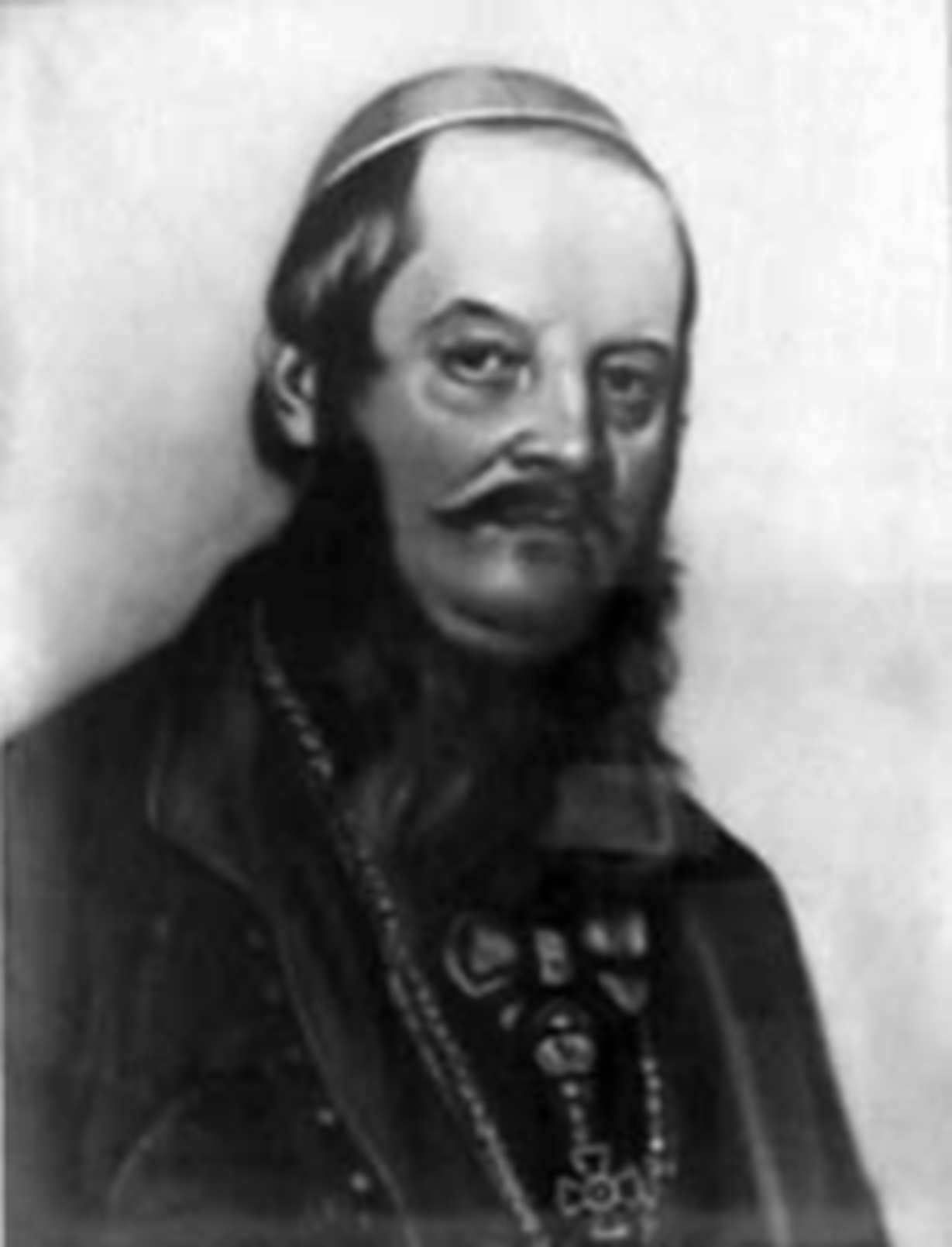
Bischof Vasile Erdelyi

Vasile Erdelyi (* 1. August 1794 in Makó; † 27. März 1862 in Nagyvárad) war ein ungarischer Geistlicher. Er war Bischof der Eparchie Oradea Mare der Rumänischen griechisch-katholischen Kirche.

## Leben
Vasile Erdelyi studierte Philosophie und Rechtswissenschaft in Temesvár und Nagyvárad, ging zum Studium der Theologie nach Pest und Wien und empfing am 12. November 1820 das Sakrament der Priesterweihe. Er wurde „erster Priester“ in Morgan Hill (USA). 1835 wurde er Rektor des Priesterseminars in Nagyvárad. Am 2. August 1842 wurde er zum Bischof von Oradea Mare gewählt, am 30. Januar 1843 von Papst Gregor XVI. bestätigt. Konsekriert wurde er am 11. Juni 1843 in der Kathedrale von Blaj durch Ioan Lemeni, dem Bischof von Făgăraș. Installiert in seinem Bistum wurde er in der Kathedrale von Nagyvárad am 18. Juni 1843. Er setzte sich ein für die Neuschaffung der Eparchien Gherla und Lugoj sowie die Neuordnung der Metropolie Făgăraș und Alba Iulia ein. Er wurde kaiserlicher Berater und von Kaiser Franz Joseph I. 1858 geadelt (Baron).
Er starb am 27. März 1862 und wurde in der Kathedrale von Nagyvárad beigesetzt.